# 小行星5040
小行星5040（英語：5040 Rabinowitz）是一颗围绕太阳公转的小行星。1972年9月15日，T. Gehrels在帕洛马山发现了此天体。
这颗小行星的绝对星等为149.1921147217935等。